# Патера Локі
13°00′ пн. ш. 308°48′ зх. д. / 13° пн. ш. 308.8° зх. д.

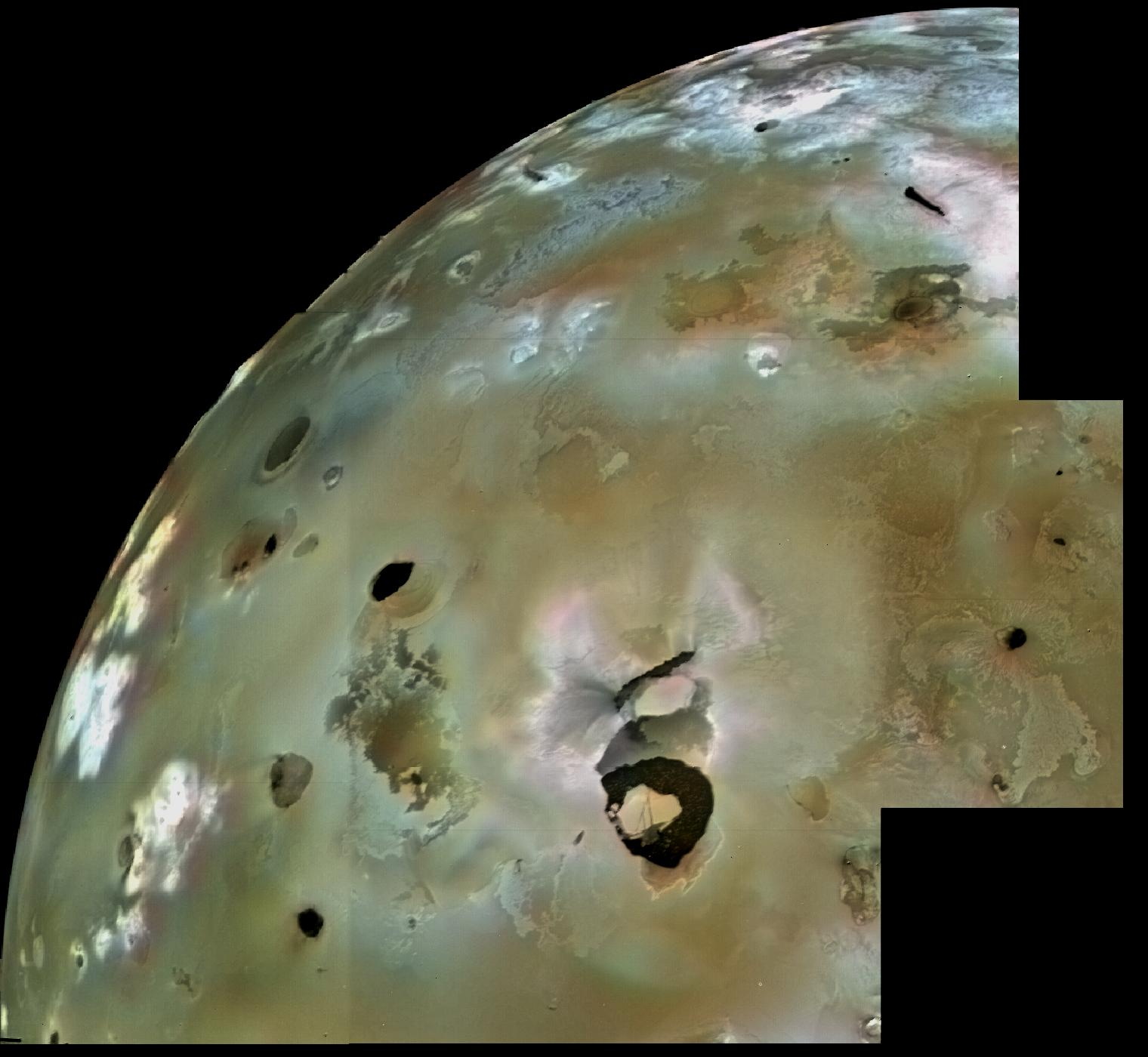
Voyager 1 дослідив Патеру Локі та навколишні лавові потоки та озера.

Патера Локі — найбільша вулканічна западина на супутнику Юпітера Іо, діаметром 250 км . Названа на честь Локі — бога хитрості й обману в германо-скандинавській міфології.
Вимірювання теплового випромінювання патери Локі, проведені Вояджером-1, вказали на наявність в ній сірчаного вулканізму.
На північний захід від патери Локі розташована патера Ра, на північ — патера Аматерасу, а на північний захід — патера Мануа.

## Будова
Такі іонізовані лавові озера, як патера Локі, є западинами, частково заповненими розплавленою лавою, покритою тонкою затверділої кіркою. Ці озера безпосередньо сполучені з резервуаром магми прямо під ними. Огляд теплового випромінювання декількох іонізованих лавових озер вказав на розплавлення скель уздовж краю патери, що відбувається внаслідок прориву лави з-під кірки озера на його краю. Далі, оскільки застигла лава щільніше, ніж розплавлена лава знизу, ця кірка може тонути, підвищуючи теплове випромінювання вулкана. У таких місцях, як патера Локі, це може відбуватися епізодично. Під час подібних подій Локі може випромінювати в 10 разів більше тепла, ніж коли її кірка стабільна. Під час виверження, хвиля від пірнаючої кірки поширюється навколо патери приблизно на 1 км в день, поки все озеро знову не вкриється кіркою. Але як тільки нова кірка остигає і потовщується настільки, що більше не може плавати на розплавленій лаві, може початися нове виверження.